# Ammospiza
Ammospiza — рід горобцеподібних птахів родини Passerellidae. Представники цього роду мешкають в Північній Америці. Раніше  їхвідносили до роду Багновець (Ammodramus), однак за результатами молекулярно-генетичного дослідження вони були переведені до відновленого роду Ammospiza.

## Види
Виділяють два види:
- Багновець лучний (Ammospiza leconteii)
- Багновець приморський (Ammospiza maritima)
- Багновець блідий (Ammospiza nelsoni)
- Багновець гострохвостий (Ammospiza caudacuta)

## Етимологія
Наукова назва роду Ammospiza походить від сполучення слів дав.-гр. αμμος — пустеля і σπιζα — в'юрок.